# Cecil Copping
Cecil (S.) Copping (* 6. Juli 1888 in Lisbon, New Hampshire, Vereinigte Staaten; † 4. Januar 1966 in Los Angeles, Kalifornien, Vereinigte Staaten) war ein US-amerikanischer Filmkomponist. Er wirkte in den 1920er und 1930er Jahren an der Vertonung von Filmen wie Der Glöckner von Notre Dame (1923) und Zeit des Flieders (1928) mit.

## Leben
Cecil Copping erhielt Musikunterricht in Rockland. Hier wurde er Leiter des örtlichen Theaterorchesters. Mit Einzug des Films wurde das Orchester aufgelöst und für die Kinoveranstaltungen spielte er in einem kleineren Ensemble. Später arbeitete er in der Filmindustrie während einer Zeit, in der die Filme von der Stummfilm- zur Tonfilmproduktion übergingen. Für die Broadway-Premieren mehrerer Filme wie Die Seeteufel, Die verlorene Welt und Quo Vadis? komponierte er die Filmmusik. Ende der 1920er und zu Beginn der 1930er Jahre war er festangestellter Komponist bei Warner Brothers Pictures, Inc. Er gehörte zu einem Team von Musikern, das die Filmmusik in dieser Phase der Filmgeschichte prägte. Zu seinen Kollegen gehörten Louis Silvers, Alois Reiser, Peter Brunelli, Rex Dunn und David Mendoza, mit denen er zusammenarbeitete.
Er komponierte die Musik für mehrere bedeutende Filme dieser Ära und war darüber hinaus auch in anderen Produktionsrollen tätig. Seine Arbeit erstreckte sich bis ins Jahr 1939. Eine seiner letzten Arbeiten war die Orchestrierung des Songs Lorena für den Film Vom Winde verweht.

## Werke (Auswahl)

### Filmmusik

#### Stummfilme
- 1923: Der Glöckner von Notre Dame (1923)
- 1924: Die Seeteufel
- 1924: Quo Vadis? (US-Veröffentlichung (1925) des italienischen Films von 1924)
- 1925: Die verlorene Welt
- 1927: The Patent Leather Kid
- 1927: Das Liebesleben der schönen Helena
- 1927: Chicago
- 1928: Zeit des Flieders

#### Tonfilme
- 1929: The Divine Lady
- 1929: The Glad Rag Doll
- 1929: On with the Show!
- 1929: Careers (zusammen mit Alois Reiser)
- 1929: The Hottentot (zusammen mit Alois Reiser)
- 1929: In the Headlines
- 1929: Drag (zusammen mit Peter Brunelli)
- 1929: Hearts in Exile
- 1929: The Green Goddess
- 1929: Her Private Life (zusammen mit Alois Reiser)
- 1929: Die Insel der verlorenen Schiffe (zusammen mit Alois Reiser)
- 1930: The Love Racket (zusammen mit Alois Reiser)
- 1930: Loose Ankles (zusammen mit Alois Reiser)
- 1930: No, No, Nanette (zusammen mit Alois Reiser)
- 1930: A Notorious Affair
- 1930: Spring Is Here (mit Alois Reiser)
- 1930: Back Pay (zusammen mit Alois Reiser)
- 1930: Dancing Sweeties (zusammen mit Rex Dunn)
- 1931: Father’s Son (zusammen mit David Mendoza und Rosebrook)
- 1931: Misbehaving Ladies
- 1931: Gold Dust Gertie (zusammen mit David Mendoza)

### Einzelausgaben
- Ye bold buccaneer, Carl Fischer, New York, 1927 OCLC 1268067157
- La rencontre des monstres, G. Schirmer, New York, 1928 OCLC 1268070997
- Ramblin' Rube, G. Schirmer, New York, 1928 OCLC 1268096211 OCLC 919454522
- Old man grouch OCLC 271349083
- Mother croons a tune OCLC 271590891